# Брезен (Болгария)
Брезен (болг. Брезен) — село в Болгарии. Находится в Кырджалийской области, входит в общину Ардино. Население составляет 268 человек.

## Политическая ситуация
В местном кметстве Брезен, в состав которого входит Брезен, должность кмета (старосты) исполняет Мюмюн Мехмед Хюсеин (Движение за права и свободы (ДПС)) по результатам выборов.
Кмет (мэр) общины Ардино — Ресми Мехмед Мурад (Движение за права и свободы (ДПС)) по результатам выборов.